# Nerf d'un recouvrement
Pour les articles homonymes, voir Nerf (homonymie).
En mathématiques, le nerf d'un recouvrement est un complexe simplicial abstrait associé à un recouvrement ouvert d'un espace topologique. Il peut éventuellement intervenir dans la définition de la cohomologie de Čech d'un faisceau.
Un recouvrement ouvert d'un espace topologique E est un ensemble 𝒰 d'ouverts de E dont la réunion est E. Son nerf, est l'ensemble des parties finies non vides J de 𝒰 telles que
Supposons que le recouvrement est localement fini, et que les intersections sont toutes contractiles. Alors la réalisation géométrique de X a le même type d'homotopie que E. Toute variété topologique de dimension finie (supposée séparée) admet un recouvrement ouvert localement fini. Elle a donc le même type d'homotopie qu'un complexe simplicial.